# 弗里德里希·道恩
弗里德里希·恩斯特·道恩（德語：Friedrich Ernst Dorn，1848年7月27日—1916年12月16日），德国物理学家，他是第一个发现镭发射出放射性物质的人，这种放射性物质后来被命名为元素氡（Rn）。

## 生平
弗里德里希·道恩生于普鲁士王国普鲁士省古特施塔特（今为波兰多布雷城），卒于萨克斯省哈雷。他曾在柯尼斯堡大學接受教育，并在大学任教。1885年，在哈雷大学，道恩从安东-奥伯贝克（Anton Oberbeck）手中接过了理论物理学教授的职位。由于道恩当时已是副教授，为了不被认为降职，他被允许担任该职称。1895年，道恩接替赫尔曼-克诺布劳赫（Hermann Knoblauch）成为哈雷大学实验物理学教授和物理研究所所长。道恩之前的职务由卡尔-施密特（Carl Schmidt）接任，他曾是私人教授，后被任命为理论物理学特级教授。
1900年，道恩发表了一篇论文，他在论文中描述了重复和扩展欧内斯特·卢瑟福早先关于钍的一些工作的实验。道恩验证了卢瑟福关于钍发射放射性物质的观察结果，并发现镭元素也有类似的发射。卢瑟福和索迪的其他工作表明，钍和镭都有相同的发射，它是一种放射性气体，实际上是一种新元素。
道恩把镭的放射性气态产物简单地称为 "放射物"（Emanation），但1904年卢瑟福把同一种物质称为 "镭射气"（Radium Emanation）。拉姆塞(Ramsay)后来建议使用 "niton"，这个词来源于拉丁语 "nitens"，意为 "闪耀"。1923 年，一个国际科学家组织再次将该名称改为 "氡"(Radon)。
Marshall和Marshall的结论是，氡的发现实际上应该归功于卢瑟福，因为他是第一个检测到任何放射性同位素（钍）释放出氡元素的人，也是第一个证明氡的气态性质的人。卢瑟福也是第一个将自己关于氡的研究成果与他人关于氡的原子质量、光谱及其在元素周期表中的位置的研究成果相结合的人。